# Attignat-Oncin
Attignat-Oncin is een gemeente in het Franse departement Savoie (regio Auvergne-Rhône-Alpes) en telt 502 inwoners (2004). De plaats maakt deel uit van het arrondissement Chambéry.

## Geografie
De oppervlakte van Attignat-Oncin bedraagt 18,1 km², de bevolkingsdichtheid is 27,7 inwoners per km².
De onderstaande kaart toont de ligging van Attignat-Oncin met de belangrijkste infrastructuur en aangrenzende gemeenten.

## Demografie
Onderstaande figuur toont het verloop van het inwonertal (bron: INSEE-tellingen).